# Elecciones provinciales de Misiones de 1955
Las elecciones generales de la provincia de Misiones de 1955 se realizaron el 20 de marzo del mencionado año y fueron los últimos comicios realizados en territorio argentino antes del golpe de Estado de septiembre de ese mismo año que derrocaría a Juan Domingo Perón y proscribiría el peronismo durante los siguientes dieciocho años. Por tanto, constituyeron las últimas elecciones sin ningún tipo de restricción que se realizarían en el país hasta septiembre de 1973.
Tuvieron lugar en el marco de la provincialización de los Territorios Nacionales, de los que Misiones formaba parte, durante el último período del gobierno peronista. Misiones, junto con Chaco y La Pampa, fue uno de los tres únicos Territorios Nacionales provincializados entre 1951 y 1955 que logró realizar sus primeras elecciones antes del golpe. Se debía elegir al Gobernador y Vicegobernador para el período 1955-1958 y a los 32 diputados de la Legislatura Provincial. 16 diputados cumplirían solo la mitad del período hasta el 20 de abril de 1958, cuando se renovarían sus bancas, mientras que los demás permanecerían en el cargo hasta el 20 de abril de 1961. El sistema electoral preveía la elección directa por simple mayoría de votos para el gobernador y, para las elecciones legislativas, un sistema de representación proporcional que implementaba además la representación de las minorías. Si el segundo partido más votado superaba el 35% de los votos, obtendría 8 bancas. Si superaba, al menos, el 25%, recibiría solo 4. Tan solo tres partidos presentaron candidaturas: el Partido Peronista (y su rama femenina, el Partido Peronista Femenino), la Unión Cívica Radical, y el Partido Comunista.
El candidato peronista Claudio Arrechea obtuvo una victoria aplastante con más del 70% de los votos contra el 26.70% del radical Fernando Barreyro. El comunismo obtuvo tan solo 830 votos. En el plano legislativo, 28 bancas fueron ocupadas por el peronismo y 4 por el radicalismo, sin que el comunismo lograse imponer ningún candidato. Arrechea y los legisladores asumieron sus cargos el 4 de junio, y solo duraron en los mismos unos pocos meses hasta la intervención de la provincia tras el golpe, el 23 de septiembre.

## Resultados

### Gobernador y Vicegobernador
|  | 70.78 % |

|  | 26.70 % |

|  | 1.09 % |

|  | 98.56 % |

|  | 1.44 % |

|  | 100.00 % |

|  | 77.99 % |

### Legisladores Provinciales
| Partido                           | Partido                    | Diputado               |
| --------------------------------- | -------------------------- | ---------------------- |
|                                   | Partido Peronista          | Miguel Ángel Alterach  |
| Juan Bautista Basterra            | Partido Peronista          |                        |
| Alberto Béjar Barrios             | Partido Peronista          |                        |
| Aníbal Héctor Belloni             | Partido Peronista          |                        |
| Francisco Solano Bono             | Partido Peronista          |                        |
| Apolinario Boveda                 | Partido Peronista          |                        |
| Bruno Emilio Branchessi           | Partido Peronista          |                        |
| Juan Ramón Encina                 | Partido Peronista          |                        |
| Saúl Godfard                      | Partido Peronista          |                        |
| Eulalio González                  | Partido Peronista          |                        |
| Eugenio López                     | Partido Peronista          |                        |
| Raúl Justo Lozano                 | Partido Peronista          |                        |
| Silvio Adolfo Méndez              | Partido Peronista          |                        |
| Raúl Juan Menocchio               | Partido Peronista          |                        |
| Manuel Ríos                       | Partido Peronista          |                        |
| Daniel Cejas Torres               | Partido Peronista          |                        |
| Alan Stvenson                     | Partido Peronista          |                        |
| Alejandro Warenicia               | Partido Peronista          |                        |
| Fidel Jorge Pérez                 | Partido Peronista          |                        |
|                                   | Partido Peronista Femenino | Lilia Ana Benítez      |
| María Francisca Collman de Meyer  | Partido Peronista Femenino |                        |
| Celestina Lidubina de Boni Amores | Partido Peronista Femenino |                        |
| Mercedes Espinoza de Sforza       | Partido Peronista Femenino |                        |
| Carlota Jara de Ortiz             | Partido Peronista Femenino |                        |
| Ana Lisowski de Silak             | Partido Peronista Femenino |                        |
| Catalina Machado de Maidana       | Partido Peronista Femenino |                        |
| lotilde Mattos Mora de Benítez    | Partido Peronista Femenino |                        |
| Matilde Ramos de Pupio            | Partido Peronista Femenino |                        |
|                                   | Unión Cívica Radical       | César Napoleón Ayrault |
| Mario Losada                      | Unión Cívica Radical       |                        |
| Hipólito Marcial Quijano          | Unión Cívica Radical       |                        |
| Pedro Domingo Rebollo             | Unión Cívica Radical       |                        |